# Lunagarda
Lunagarda (en francès Lunegarde) és un municipi francès situat al departament de l'Òlt i a la regió d'Occitània.

## Demografia
| 1962                                       | 1968 | 1975 | 1982 | 1990 | 1999 | 2006 |
| ------------------------------------------ | ---- | ---- | ---- | ---- | ---- | ---- |
| 77                                         | 81   | 72   | 63   | 64   | 73   | 68   |
| Des de 1962: població sense dobles comptes |      |      |      |      |      |      |

## Administració
| Període   | Identitat         | Partit |
| --------- | ----------------- | ------ |
| 1983-1983 | Jean-Louis Issaly |        |
| 1989-     | Guy Pleimpon      |        |